# Ciclismo en los XXI Juegos Centroamericanos y del Caribe
Se detallan los resultados de las competiciones deportivas para la especialidad de Ciclismo
en los XXI Juegos Centroamericanos y del Caribe.

## BMX
El campeón de la especialidad BMX fue  Puerto Rico.

### Medallero
Los resultados del medallero por información de la Organización de los Juegos Mayagüez 2010
fueron:

#### Medallero total
País anfitrión en negrilla. La tabla se encuentra ordenada por la cantidad de medallas de oro.
| Núm.  | País                  | Oro | Plata | Bronce | Total | Orden por Total |
| ----- | --------------------- | --- | ----- | ------ | ----- | --------------- |
| 1     | Puerto Rico           | 7   | 0     | 0      | 7     | 1               |
| 2     | Colombia              | 2   | 3     | 0      | 5     | 3               |
| 3     | México                | 1   | 1     | 3      | 5     | 3               |
| 4     | Bahamas               | 1   | 0     | 0      | 1     | 11              |
| 5     | República Dominicana  | 0   | 2     | 5      | 7     | 1               |
| 6     | Guatemala             | 0   | 2     | 1      | 3     | 5               |
| 7     | Trinidad y Tobago     | 0   | 1     | 2      | 3     | 5               |
| 8     | Venezuela             | 0   | 1     | 1      | 2     | 7               |
| 9     | Antillas Neerlandesas | 0   | 1     | 0      | 1     | 11              |
| 10    | Guyana                | 0   | 0     | 2      | 2     | 7               |
| 10    | Nicaragua             | 0   | 0     | 2      | 2     | 7               |
| 10    | Panamá                | 0   | 0     | 2      | 2     | 7               |
| 13    | Barbados              | 0   | 0     | 1      | 1     | 11              |
| 13    | Costa Rica            | 0   | 0     | 1      | 1     | 11              |
| 13    | El Salvador           | 0   | 0     | 1      | 1     | 11              |
| 13    | Jamaica               | 0   | 0     | 1      | 1     | 11              |
| TOTAL | TOTAL                 | 11  | 11    | 22     | 44    |                 |

Fuente: Organización de los XXI Juegos Centroamericanos y del Caribe

#### Medallero por género
País anfitrión en negrilla. La tabla se encuentra ordenada por la cantidad de medallas de oro.
| Clasificación por Oro | País                  | Hombres | Hombres | Hombres | Hombres | Mujeres | Mujeres | Mujeres | Mujeres | TOTAL | Clasificación por Total |
| Clasificación por Oro | País                  |         |         |         | Total   |         |         |         | Total   | TOTAL | Clasificación por Total |
| 1                     | Puerto Rico           | 7       | 0       | 0       | 7       | 0       | 0       | 0       | 0       | 7     | 1                       |
| 2                     | Colombia              | 2       | 3       | 0       | 5       | 0       | 0       | 0       | 0       | 5     | 3                       |
| 3                     | México                | 1       | 1       | 3       | 5       | 0       | 0       | 0       | 0       | 5     | 3                       |
| 4                     | Bahamas               | 1       | 0       | 0       | 1       | 0       | 0       | 0       | 0       | 1     | 11                      |
| 5                     | República Dominicana  | 0       | 2       | 5       | 7       | 0       | 0       | 0       | 0       | 7     | 1                       |
| 6                     | Guatemala             | 0       | 2       | 1       | 3       | 0       | 0       | 0       | 0       | 3     | 5                       |
| 7                     | Trinidad y Tobago     | 0       | 1       | 2       | 3       | 0       | 0       | 0       | 0       | 3     | 5                       |
| 8                     | Venezuela             | 0       | 1       | 1       | 2       | 0       | 0       | 0       | 0       | 2     | 7                       |
| 9                     | Antillas Neerlandesas | 0       | 1       | 0       | 1       | 0       | 0       | 0       | 0       | 1     | 11                      |
| 10                    | Guyana                | 0       | 0       | 2       | 2       | 0       | 0       | 0       | 0       | 2     | 7                       |
| 10                    | Nicaragua             | 0       | 0       | 2       | 2       | 0       | 0       | 0       | 0       | 2     | 7                       |
| 10                    | Panamá                | 0       | 0       | 2       | 2       | 0       | 0       | 0       | 0       | 2     | 7                       |
| 13                    | Barbados              | 0       | 0       | 1       | 1       | 0       | 0       | 0       | 0       | 1     | 11                      |
| 13                    | Costa Rica            | 0       | 0       | 1       | 1       | 0       | 0       | 0       | 0       | 1     | 11                      |
| 13                    | El Salvador           | 0       | 0       | 1       | 1       | 0       | 0       | 0       | 0       | 1     | 11                      |
| 13                    | Jamaica               | 0       | 0       | 1       | 1       | 0       | 0       | 0       | 0       | 1     | 11                      |
| TOTAL                 | TOTAL                 | 11      | 11      | 22      | 44      | 0       | 0       | 0       | 0       | 44    |                         |

Fuente: Organización de los XXI Juegos Centroamericanos y del Caribe

## Montaña
El campeón de la especialidad Montaña fue  Colombia.

### Medallero
Los resultados del medallero por información de la Organización de los Juegos Mayagüez 2010
fueron:

#### Medallero total
País anfitrión en negrilla. La tabla se encuentra ordenada por la cantidad de medallas de oro.
| Núm.  | País     | Oro | Plata | Bronce | Total | Orden por Total |
| ----- | -------- | --- | ----- | ------ | ----- | --------------- |
| 1     | Colombia | 1   | 1     | 1      | 3     | 1               |
| 1     | México   | 1   | 1     | 1      | 3     | 1               |
| TOTAL | TOTAL    | 2   | 2     | 2      | 6     |                 |

Fuente: Organización de los XXI Juegos Centroamericanos y del Caribe

#### Medallero por género
País anfitrión en negrilla. La tabla se encuentra ordenada por la cantidad de medallas de oro.
| Clasificación por Oro | País     | Hombres | Hombres | Hombres | Hombres | Mujeres | Mujeres | Mujeres | Mujeres | TOTAL | Clasificación por Total |
| Clasificación por Oro | País     |         |         |         | Total   |         |         |         | Total   | TOTAL | Clasificación por Total |
| 1                     | Colombia | 0       | 1       | 0       | 1       | 1       | 0       | 1       | 2       | 3     | 1                       |
| 1                     | México   | 1       | 0       | 1       | 2       | 0       | 1       | 0       | 1       | 3     | 1                       |
| TOTAL                 | TOTAL    | 1       | 1       | 1       | 3       | 1       | 1       | 1       | 3       | 6     |                         |

Fuente: Organización de los XXI Juegos Centroamericanos y del Caribe

## Ciclismo de Ruta
El campeón de la especialidad Ciclismo de Ruta fue  Venezuela.

### Medallero
Los resultados del medallero por información de la Organización de los Juegos Mayagüez 2010
fueron:

#### Medallero total
País anfitrión en negrilla. La tabla se encuentra ordenada por la cantidad de medallas de oro.
| Núm.  | País              | Oro | Plata | Bronce | Total | Orden por Total |
| ----- | ----------------- | --- | ----- | ------ | ----- | --------------- |
| 1     | Venezuela         | 4   | 1     | 0      | 5     | 1               |
| 2     | El Salvador       | 0   | 1     | 0      | 1     | 3               |
| 2     | Puerto Rico       | 0   | 1     | 0      | 1     | 3               |
| 2     | Trinidad y Tobago | 0   | 1     | 0      | 1     | 3               |
| 5     | Colombia          | 0   | 0     | 2      | 2     | 2               |
| 6     | Costa Rica        | 0   | 0     | 1      | 1     | 3               |
| 6     | México            | 0   | 0     | 1      | 1     | 3               |
| TOTAL | TOTAL             | 4   | 4     | 4      | 12    |                 |

Fuente: Organización de los XXI Juegos Centroamericanos y del Caribe

#### Medallero por género
País anfitrión en negrilla. La tabla se encuentra ordenada por la cantidad de medallas de oro.
| Clasificación por Oro | País              | Hombres | Hombres | Hombres | Hombres | Mujeres | Mujeres | Mujeres | Mujeres | TOTAL | Clasificación por Total |
| Clasificación por Oro | País              |         |         |         | Total   |         |         |         | Total   | TOTAL | Clasificación por Total |
| 1                     | Venezuela         | 2       | 1       | 0       | 3       | 2       | 0       | 0       | 2       | 5     | 1                       |
| 2                     | El Salvador       | 0       | 0       | 0       | 0       | 0       | 1       | 0       | 1       | 1     | 3                       |
| 2                     | Puerto Rico       | 0       | 0       | 0       | 0       | 0       | 1       | 0       | 1       | 1     | 3                       |
| 2                     | Trinidad y Tobago | 0       | 1       | 0       | 1       | 0       | 0       | 0       | 0       | 1     | 3                       |
| 5                     | Colombia          | 0       | 0       | 0       | 0       | 0       | 0       | 2       | 2       | 2     | 2                       |
| 6                     | Costa Rica        | 0       | 0       | 1       | 1       | 0       | 0       | 0       | 0       | 1     | 3                       |
| 6                     | México            | 0       | 0       | 1       | 1       | 0       | 0       | 0       | 0       | 1     | 3                       |
| TOTAL                 | TOTAL             | 2       | 2       | 2       | 6       | 2       | 2       | 2       | 6       | 12    |                         |

Fuente: Organización de los XXI Juegos Centroamericanos y del Caribe

## Ciclismo de Pista
El campeón de la especialidad Ciclismo de Pista fue  Venezuela.

### Medallero
Los resultados del medallero por información de la Organización de los Juegos Mayagüez 2010
fueron:

#### Medallero total
País anfitrión en negrilla. La tabla se encuentra ordenada por la cantidad de medallas de oro.
| Núm.  | País                 | Oro | Plata | Bronce | Total | Orden por Total |
| ----- | -------------------- | --- | ----- | ------ | ----- | --------------- |
| 1     | Venezuela            | 9   | 5     | 1      | 15    | 2               |
| 2     | Colombia             | 8   | 9     | 4      | 21    | 1               |
| 3     | República Dominicana | 1   | 2     | 3      | 6     | 4               |
| 4     | Trinidad y Tobago    | 1   | 0     | 1      | 2     | 5               |
| 5     | México               | 0   | 3     | 8      | 11    | 3               |
| 6     | El Salvador          | 0   | 0     | 1      | 1     | 6               |
| 6     | Guatemala            | 0   | 0     | 1      | 1     | 6               |
| TOTAL | TOTAL                | 19  | 19    | 19     | 57    |                 |

Fuente: Organización de los XXI Juegos Centroamericanos y del Caribe

#### Medallero por género
País anfitrión en negrilla. La tabla se encuentra ordenada por la cantidad de medallas de oro.
| Clasificación por Oro | País                 | Hombres | Hombres | Hombres | Hombres | Mujeres | Mujeres | Mujeres | Mujeres | TOTAL | Clasificación por Total |
| Clasificación por Oro | País                 |         |         |         | Total   |         |         |         | Total   | TOTAL | Clasificación por Total |
| 1                     | Venezuela            | 2       | 4       | 1       | 7       | 7       | 1       | 0       | 8       | 15    | 2                       |
| 2                     | Colombia             | 6       | 2       | 3       | 11      | 2       | 7       | 1       | 10      | 21    | 1                       |
| 3                     | República Dominicana | 1       | 2       | 2       | 5       | 0       | 0       | 1       | 1       | 6     | 4                       |
| 4                     | Trinidad y Tobago    | 1       | 0       | 1       | 2       | 0       | 0       | 0       | 0       | 2     | 5                       |
| 5                     | México               | 0       | 2       | 2       | 4       | 0       | 1       | 6       | 7       | 11    | 3                       |
| 6                     | El Salvador          | 0       | 0       | 0       | 0       | 0       | 0       | 1       | 1       | 1     | 6                       |
| 6                     | Guatemala            | 0       | 0       | 1       | 1       | 0       | 0       | 0       | 0       | 1     | 6                       |
| TOTAL                 | TOTAL                | 10      | 10      | 10      | 30      | 9       | 9       | 9       | 27      | 57    |                         |

Fuente: Organización de los XXI Juegos Centroamericanos y del Caribe

## Múltiples Ganadores
El tablero de multimedallas para la de los XXI Juegos Centroamericanos y del Caribe Mayagüez 2010 
presenta a los deportistas destacados que conquistaron más de una medalla en las competiciones de Ciclismo realizadas en Mayagüez, Puerto Rico.
Fuente: 
Organización de los XXI Juegos Centroamericanos y del Caribe Mayagüez 2010. 
| Clasificación del País | Clasificación del Total | Deportista       | País      | Disciplina        |   |   |   | Total |
| 1                      | 15                      | Juan Arango      | Colombia  | Ciclismo de Pista | 4 | 0 | 0 | 4     |
| 1                      | 15                      | Daniela Larreal  | Venezuela | Ciclismo de Pista | 4 | 0 | 0 | 4     |
| 3                      | 72                      | Angie González   | Venezuela | Ciclismo de Pista | 2 | 1 | 0 | 3     |
| 4                      | 95                      | Danielys García  | Venezuela | Ciclismo de Pista | 2 | 0 | 0 | 2     |
| 4                      | 95                      | Weimar Roldán    | Colombia  | Ciclismo de Pista | 2 | 0 | 0 | 2     |
| 6                      | 129                     | Diana García     | Colombia  | Ciclismo de Pista | 1 | 4 | 0 | 5     |
| 7                      | 142                     | Hersony Canelón  | Venezuela | Ciclismo de Pista | 1 | 2 | 0 | 3     |
| 7                      | 142                     | Serika Gulumá    | Colombia  | Ciclismo de Pista | 1 | 2 | 0 | 3     |
| 9                      | 156                     | Leonardo Narvaez | Colombia  | Ciclismo de Pista | 1 | 1 | 1 | 3     |